# Родитељство
Родитељство или узгој деце је процес промовисања и подршке физичком, емоционалном, друштвеном и интелектуалном развоју детета од детињства до одраслог доба. Родитељство се односи на сложеност подизања детета, а не искључиво на биолошке односе.
Најчешћи старатељ у родитељству је отац или мајка, или обоје, биолошки родитељи дотичног детета. Међутим, сурогат може бити старији брат или сестра, очух, баба и деда, законски старатељ, тетка, ујак, други чланови породице или породични пријатељ. Владе и друштво такође могу имати улогу у подизању деце. У многим случајевима, деца без родитеља или напуштена примају родитељску бригу од неродитељских или некрвних сродника. Други могу бити усвојени, одгајани у хранитељству или смештени у сиротиште. Родитељске вештине се разликују, а родитељ или сурогат са добрим родитељским вештинама се може назвати добрим родитељем.
Родитељски стилови варирају у зависности од историјског периода, расе/етничке припадности, друштвене класе, преференција и неколико других друштвених карактеристика. Поред тога, истраживања подржавају да родитељска историја, како у смислу приписивања различитих квалитета, тако и у смислу родитељске психопатологије, посебно након негативних искустава, може снажно утицати на сензитивност родитеља и исходе детета.

## Родитељ
Најчешћи старатељ у родитељству је биолошки родитељ детета у питању, иако други могу бити старији :сестра, деда и баба, законски старатељ, тетка, ујак или други члан породице или пријатељ породице. Владе и друштво такође могу имати улогу у узгоју детета. У многим случајевима, сирочад или напуштена деца добијају родитељско старање од односа без родитеља. Други могу бити усвојени, одгојени у хранитељству или смештени у сиротиште. Вештине родитељства варирају, а родитељ са добрим вештинама родитељства може се назвати добрим родитељем.

## Чиниоци који утичу на родитељство
Друштвена класа, социјални статус, култура и приход родитеља имају врло снажан утицај на методе одгоја деце. Културолошке вредности играју велику улогу у томе како родитељ одгаја своје дете. Међутим, концепт родитељства се развија с временом, с променом културолошких пракси, друштвених норми и традиције. То показују и истраживања о чиниоцима који утичу на родитељске одлуке.

## Родитељски стилови
Родитељски стилови разликују се зависно о историјском раздобљу, раси или етничкој припадности, друштвеној класи, склоностима и неким другим друштвеним одликама. Надаље, истраживања показују да историја васпитања, у смислу везаности за различите квалитете и родитељске психопатологије, посебно након непријатних искустава, може снажно утицати на осетљивост и исходе родитеља.
Развојна психолошкња Дијана Баумринд идентификовала је три главна родитељска стила у раном развоју детета: ауторитативни, ауторитарни и попустљиви. Ти су стилови родитељства накнадно проширени на четири тако да укључују и неукључени стил. Истраживање је открило да је родитељски стил значајно повезан с каснијим менталним здрављем и добробити детета. Конкретно, ауторитативно родитељство позитивно је повезано с менталним здрављем и задовољством животом, а ауторитарно родитељство негативно је повезано с тим варијаблама. С ауторитарним и попустљивим родитељством на супротним странама спектра, већина конвенционалних савремених модела родитељства налази се негде између.

### Ауторитативни стил родитељства
Ауторитативан или досљедни стил комбинује чврсту родитељску контролу и велику емоционалну топлину. Ауторитативни родитељи ослањају се на подржавање пожељних понашања и ретку примену казне. Родитељи су свеснији дететових осећаја и способности те подржавају развој дететове аутономије у разумним границама. У комуникацији родитељ-дете постоји атмосфера давања и узимања, а контрола и подршка су уравнотежене. Нека истраживања су показала да је овај стил родитељства благотворнији од превише тврдог ауторитарног стила или превише меког допуштајућег стила. Кад се примењује без физичког кажњавања, постижу се најповољнији резултати с најмање проблема. Деца постижу боље резултате у смислу способности, менталног здравља и друштвеног развоја од оне која одгајају родитељи с попустљивим, ауторитарним или занемарујућим стиловима.

### Ауторитарни стил родитељства
Ауторитарни родитељи су врло крути и строги. Пред дететом се постављају високи захтеви, али постоји мало емоционалне топлине. Родитељи који практикују родитељство у ауторитарном стилу имају строго постављена правила и очекивања о којима се не може преговарати и захтевају ригидну послушност. Кад се правила не поштују, казна се често користи за осигуравање будуће послушности. Обично нема објашњења казне осим да је дете у неприлици због кршења правила. Овај родитељски стил снажно је повезан с телесним кажњавањем. Типичан одговор на дететово питање ауторитета често је: „јер сам ја тако рекао/ла”. Дијана Баумринд је открила да су деца одгајана у ауторитарном стилу мање весела, лошијег расположенија и подложнија стресу. У многим случајевима та су деца показала пасивну агресију. Овај родитељски стил може негативно утицати на образовни успех и каријеру, док чврст и охрабрујући родитељски стил утиче позитивно.

### Попустљиви стил родитељства
Попустљиво родитељство постало је након Другог светског рата популарнија родитељска метода за породице средње класе. У таквим се условима дететова слобода и аутономија се високо цене, а родитељи се првенствено ослањају на разговор и појашњавање, без јасно постављених граница. Родитељи су незахтевни, па стога у овом родитељском стилу има мало казни или изричитих правила. Ови родитељи кажу да су њихова деца слободна од спољашњих ограничења и имају тенденцију да јако реагују на све што дете жели. Деца попустљивих родитеља генерално су сретна, али понекад показују низак ниво самоконтроле и самопоуздања јер немају структуру код куће.

### Неукључени или индиферентни стил родитељства
Неукључени, индиферентни или занемарујући родитељски стил је присутан када су родитељи често емоционално или физички одсутни. Имају мало или нимало очекивања од детета, мало с њим комуницирају и редовито немају комуникацију те не реагују на дететове потребе. Често немају контролу над дететовим понашањем и не постављају границе. Када су присутни, могу пружити оно што је детету потребно за преживљавање уз мало или без ангажмана. Често постоји велики јаз између родитеља и деце с таквим родитељским стилом. Деца која имају мало или нимало комуникације с властитим родитељима обично су жртве друге деце а могу и сама имати проблеме понашања. Деца неукључених родитеља често имају изазове у подручју социјалне компетенције, академског успеха и психосоцијалног развоја.
Родитељство не завршава с пунољетношћу детета. Млађим одраслим особама је често потребна родитељска подршка и након навршених 18 година старости.

## Васпитавање деце
Психолози су утврдили да дете, на првом месту, опонаша унутрашње стање родитеља, потом – понашање својих родитеља, а на трећем месту – речи родитеља. Особа, која поседује унутрашњу хармонију, самим тим већ правилно васпитава своје дете.
Дете се може казнити, ограничити, али увек га је потребно волети и охрабривати. Правилан систем циљева омогућава да се енергија усмери у неопходном правцу што функционише далеко боље од било каквих казни и ограничења. Васпитање детета отпочиње васпитањем родитеља
Да би на свет дошла хармонична деца, она треба да имају квалитетне и здраве родитеље. Родитељи, пре свега, морају да имају здраве душе.

## „Мерцедес модел“
Миливојевићев „мерцедес модел“ доводи у међусобни оптимални однос три главне функције васпитног рада: постављање циљева; похваљивање и награђивање; и критику и казну.
Модел указује на типичне грешке у васпитавању које доводе до претеране социјализације детета, размаживања, презаштићивања, занемаривања или малтретирања детета. Главна порука родитељима, јесте закључак да васпитавање није само разумевање и попуштање, нити само ограничавање и кажњавање, већ комбинација захтева, наклоности и ограничавања.
Одговори које аутор модела, Зоран Миливојевић нуди нису теоријска разглабања, већ јасна и проверена животна искуства како да васпитавате дете да бисте добили оно што желите, како да наградите а како да казните дете, да ли да критикујете или похвалите дете као особу или његов поступак, како да вам дете не буде ни размажено ни сувише послушно...